# Formica schaufussi
Formica schaufussi é uma espécie de formiga do gênero Formica, pertencente à subfamília Formicinae.